# Воденичане
Водени́чане (болг. Воденичане) — село в Ямбольській області Болгарії. Входить до складу общини Стралджа.

## Населення
За даними перепису населення 2011 року у селі проживали 404 особи.
Національний склад населення села:
| Національність   | Кількість осіб | Відсоток |
| ---------------- | -------------- | -------- |
| болгари          | 337            | 83,6%    |
| цигани           | 55             | 13,6%    |
| турки            | 0              | 0%       |
| Всього відповіли | 403            |          |

Розподіл населення за віком у 2011 році:
Динаміка населення: